# Церковь Воскресения Христова (Левашово)
Церковь Воскресения Христова — приходской православный храм в селе Левашово Ярославской области. Относится к Некрасовскому благочинию Ярославской епархии Русской православной церкви.

## История храма
Первые упоминания села Левашово связывают с именем Ивана Грозного. В 1566 году царь особой жалованной грамотой передал Левашово с окрестными деревнями и пустошами ярославскому мужскому Спасскому монастырю, который владел им до середины XVIII века. Уже в грамоте Ивана Грозного отмечено существование в селе холодной Никольской церкви и тёплой в честь Иоанна Златоуста.
Воскресенский храм был построен в 1779 году на средства прихожан. Первоначально в храме было четыре престола; на сегодняшний день их два: во имя Николая Чудотворца и Димитрия Ростовского. В 1935 году храм был закрыт и долгое время использовался как склад. По сведениям на 1938 год, тёплый храм был передан местной религиозной общине, а летний использовался для нужд колхоза. Со слов прихожан, в советские годы в Воскресенском храме располагались самые разные учреждения: сельский совет, паспортный стол, дворец бракосочетаний, судный дом, медицинский пункт и даже похоронное бюро. При храме раньше находилось кладбище, на месте которого в послевоенное время провели магистраль, без перезахоронений. Так, многие данные были безвозвратно утеряны. Во время урагана 1959 года три главы храма и частично крыша были уничтожены. Под предлогом урагана местные власти приняли решение о закрытии тёплого храма, где проходили богослужения, посчитав его аварийным. Прихожане неоднократно обращались с просьбой пересмотреть решение в область и Москву, но так и не были услышаны.
В 1986 году Воскресенский храм был внесён в реестр памятников истории и культуры регионального значения, расположенных на территории Ярославской области. Уже в 1988 году он был передан Русской Православной Церкви. Храм неоднократно грабили: в 1997-м году и дважды в 1998-м. За эти два года храм лишился двадцати восьми икон. Среди них — Богоматерь Толгская, Владимирская Богоматерь.

## Особенности архитектуры
Внешне Воскресенская церковь напоминает ярославские храмы второй половины XVII века — четверик с огромными чешуйчатыми луковичными главами на высоких барабанах — такие, как церковь Николо-Мокринская (1665—1672) или Иоанна Златоуста в Коровниках (1649—1654). Особую выразительность силуэту Воскресенской церкви придаёт то, что высота центрального барабана с главой превосходит высоту стен основного объёма. Впервые применённый при строительстве Златоустовской церкви, этот приём затем нашёл повторение во многих храмах Ярославля.
Особой чертой Воскресенского храма является её двухстолпная композиция, сложившаяся на Русском Севере в XVI столетии, в XVII веке распространившаяся сначала в костромском и суздальском крае, а затем и по всей России. До наших дней храмов этого типа сохранилось очень немного. Закомары Воскресенского храма соответствуют её внутреннему двухстолпному устройству.
В целом, Воскресенская церковь в Левашово выполнена в архаичных формах XVII века. Тем не менее, в архитектуре церкви прослеживаются барочные признаки, например, её украшения (дентикулы, наличники), что позволяет относить храм к уникальным памятникам архитектуры, демонстрирующим переходный стиль.

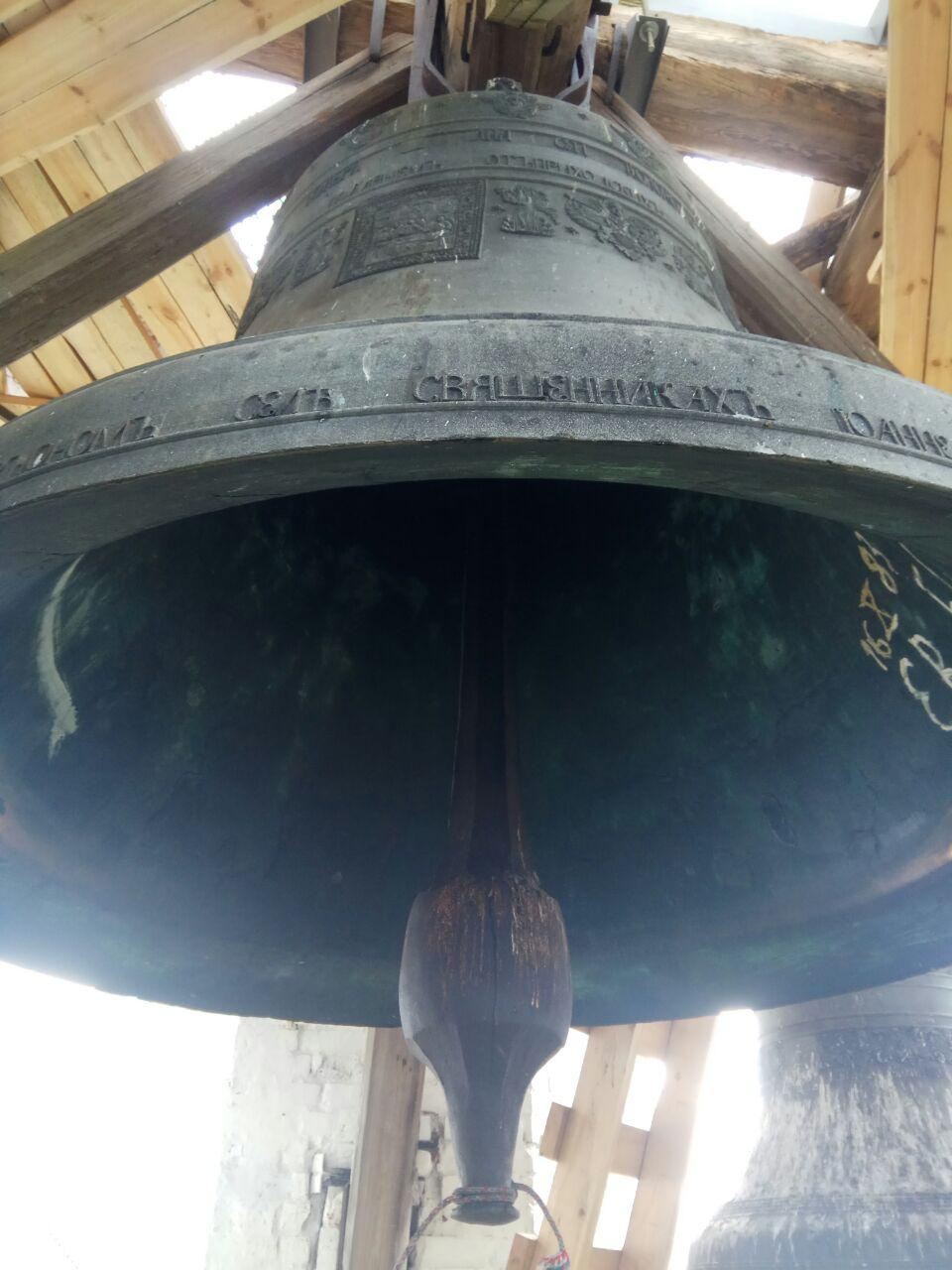
Колокол Воскресенского храма

## Колокольня
Ярусная колокольня, являющаяся, в отличие от храма, образцом позднего барокко, была построена в честь Святой Троицы по проекту архитектора-самоучки Степана Андреевича Воротилова (из села Большие Соли) в том же 1779 году. Колокольня по праву считается одним из лучших творений зодчего.
Большой интерес представляют колокола Воскресенского храма. Старожилы рассказывают, что, когда в Левашово приехали уполномоченные по сбору цветного металла, жители окружили колокольню и не дали их сбросить. Благодаря этому, храм называют «музеем ярославских колоколов».
Старейший из них был отлит в 1785 году и весит около 105 пудов. Второй колокол превысил первый чуть меньше чем в 3 раза — 300 пудов. Примечательно, что на этом колоколе имеется двойная датировка (1803/1805 годы) — свидетельство того, что его отливали дважды. Большой колокол-благовестник в 500—505 пудов занимает практически все пространство колокольни и стоит уже более 160 лет, являясь одним из самых больших дошедших до нашего времени колоколов. Три сохранившие колокола отливались при содержателе медного завода Порфирии Григорьевиче (представитель четвёртого поколения Оловянишниковых) на его средства.

## Внутреннее убранство

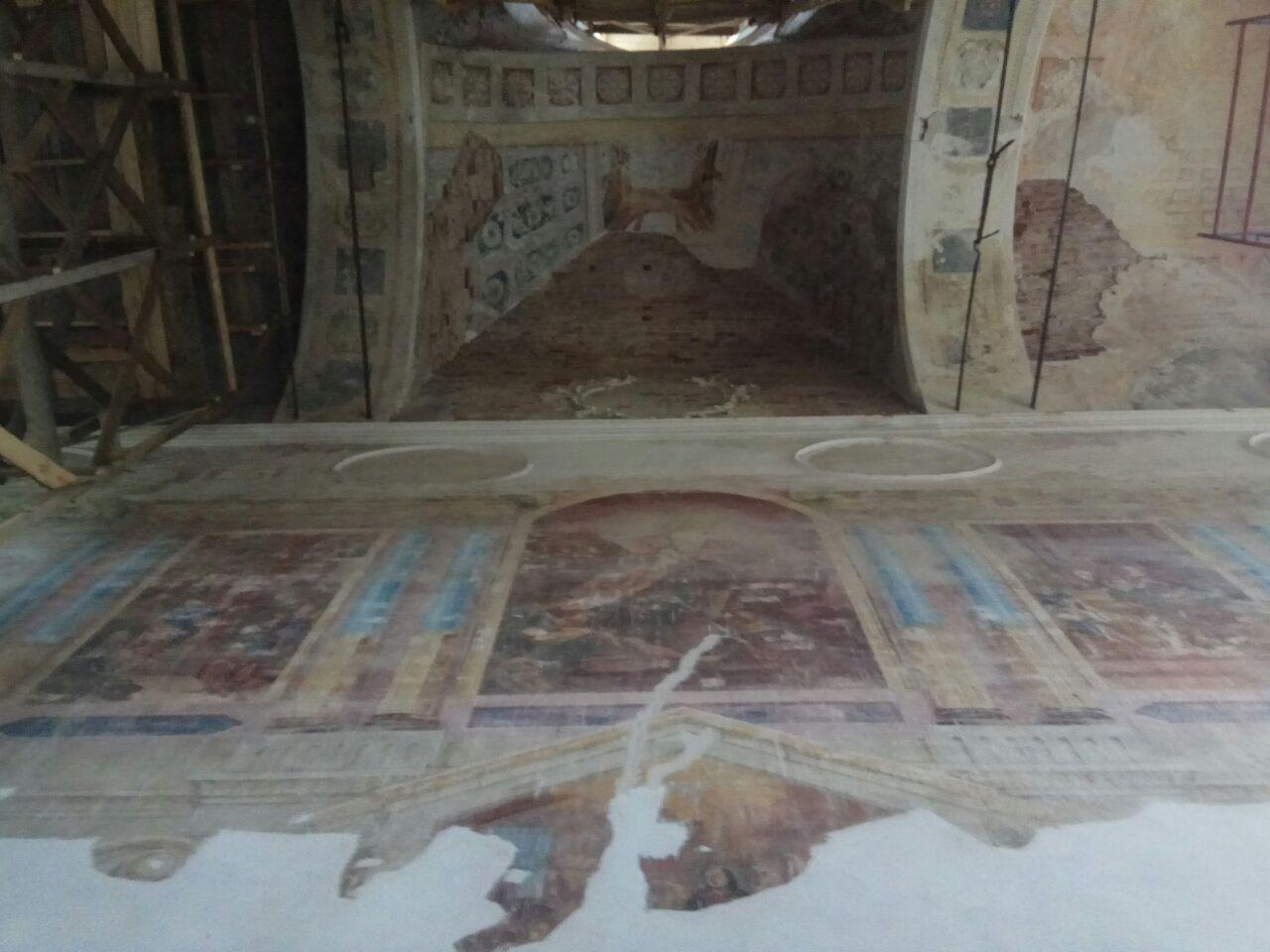
Росписи Воскресенского храма

В настоящее время в храме проводятся реставрационные работы, и он находится в непригодном для проведения служб состоянии.
В интерьере храма частично сохранились росписи, выполненные в 1820-х годах художниками из села Большие Соли Семёном и Егором Казаковым с Петром Васильевым, учениками знаменитой артели братьев Медведевых. Стенопись выполнена в итальянском академическом стиле и, во многом, напоминает фресковое искусство Помпей: изображение перспективы, античных архитектурных конструкций (колонны, портики), использование лепнины. В росписях также встречается техника гризайли. Помимо стенописи летнего храма, фрески сохранились в четырёхстолпной трапезной начала XIX века, которые были выполнены вскоре после её строительства. Они представляют собой библейские сюжеты: Благовещение, Моисей в пустыне, Господь передаёт Моисею скрижали Завета, Путь на Голгофу и др.
Оригинальный иконостас летнего храма не сохранился, сейчас в храме установлен новый. Примечательно, что в одном из приделов храма сохранился старый каркас иконостаса.
Из древних икон в Воскресенском храме сохранился образ Богоматери Одигитрии, относящейся к XVI веку, которая в настоящее время находится в музее. Её реставрация была проведена в 2001—2002 годах мастером Л. Д. Рыбцевой.